# Aselliscus
Genre
Aselliscus est un genre de chauves-souris de la famille des Hipposideridae.

## Liste des espèces
Selon ITIS (23 sept. 2017) :
- Aselliscus stoliczkanus (Dobson, 1871)
- Aselliscus tricuspidatus (Temminck, 1835)